# Decaryella
Decaryella là một chi thực vật có hoa trong họ Hòa thảo (Poaceae).

## Loài
Chi Decaryella gồm các loài: